# Omphalocarpum lecomteanum
Omphalocarpum lecomteanum är en tvåhjärtbladig växtart som beskrevs av Jean Baptiste Louis Pierre och Adolf Engler. Omphalocarpum lecomteanum ingår i släktet Omphalocarpum och familjen Sapotaceae. Inga underarter finns listade i Catalogue of Life.